# Anna et Julien
Singles de Mireille Mathieu
J'étais si jeune
(1972) Moi c'est la chanson
(1973)
Anna et Julien est une chanson de la chanteuse française Mireille Mathieu sortie en 1973 sous le label Philips. Cette chanson est la musique du film Le Train.